# بلونیا
بلونیا (به انگلیسی: Belonia, India) یک زیستگاه انسانی در هند است که در ناحیه تریپورای جنوبی واقع شده‌است.

## خصوصیات
بلونیا ۱۹٬۹۹۶ نفر جمعیت دارد و ۲۳ متر بالاتر از سطح دریا واقع شده‌است.